# 聖子 (中華文化)
聖子，意為聖王之子，后来用來專指皇帝的儿子。
在近代，该词汇被用于宗教用词或者译词中，如基督教中的聖子。
聖子專指皇帝的兒子，有時稱皇帝的孫子為「神孫」，「聖子神孫」指皇帝的子孫，如《明史》（志 卷五十一 志第二十七 禮五 吉禮五 廟制）：「子孫之身乃祖宗所依，聖子神孫既親奉祀事於此，則祖宗神靈自當陟降於此。」
文獻（按時間順序）
- 《史記》：太伯弟仲雍，皆周太王之子，而王季歷之兄也。季歷賢，而有聖子昌，太王欲立季歷以及昌，於是太佰﹑仲雍二人乃荊蠻，文身斷髮，示不可用，以避季歷。季歷果立，是為王季，而昌為文王。太伯之荊蠻，自號句吳。
- 《新唐書》：睿宗有聖子，一受命，一追帝，三贈太子，天與之報，福流無窮，盛歟！
- 《新唐書》：天以唐克肖其德，聖子神孫，繼繼承承，於千萬年，敬戒不怠，全付所覆，四海九州，罔有內外，悉主悉臣。
- 《宋史》：紹休前烈，仁化彌隆。篤生聖子，堯、湯比蹤。烝嘗萬世，福祿來崇。
- 《宋史》：天行惟健，天步惟安。聖子中立，臣工四環。民無能名，威不違顏。
- 《元史》：八月甲午黎明，召百官集興聖宮，兵皆露刃，號於曰：「武皇有聖子二人，孝友仁文，天下歸心，大統所在，當迎立之，不從者死！」
- 《明史》：四奏天道傳之曲：馬負圖兮天道傳，龜載書兮人文宣，羲畫卦兮禹疇，皇極建兮合自然。綿綿曆數歸明主，祥麟在郊威鳳舞。九夷入貢康衢謠，聖子神孫繼祖武，垂拱無為邁前古。